# Carrilleros de Chihuahua
Los Carrilleros de Chihuahua son un equipo profesional militante en el Circuito de Baloncesto del Pacífico.

## Estadio
Actualmente juegan en el Gimnasio Rodrigo M. Quevedo.

## Historia
En febrero del 2022 hacen su debut en la Liga Chihuahua de Basquetbol. 
Para 2023 se incorporan al Circuito de Baloncesto del Pacífico (CIBAPAC), en donde se coronan campeones en su primera temporada en la liga barriendo en la final a los Frayles de Guasave y teniendo como MVP al norteamericano Kennedy Jones Jr.. 
En ese mismo 2023, el equipo Carrilleras de Chihuahua realizó su debut en el basquetbol femenil en la recién formada Liga de Básquetbol del Norte Femenil. 

## Jugadores

### RosterLBN 2023
Actualizado al 20 de octubre de 2023.
"Temporada 2023"
| Carrilleras de Chihuahua Roster 2023 |    |                           |                                  |
| C U E R P O T É C N I C O            |    |                           |                                  |
| Entrenador                           |    | Bandera de México         | Sergio Alejandro Panduro Ochoa   |
| J U G A D O R E S                    |    |                           |                                  |
| Escolta                              | 4  | Bandera de México         | Perla Rubí Hernández Fierro      |
| Ala-Pívot                            | 5  | Bandera de Estados Unidos | Jacqueline Luna Castro           |
| Base                                 | 8  | Bandera de México         | Yazmín Saad Herrera              |
| Base/Escolta                         | 10 | Bandera de México         | Carmen Gabriela Saad Herrera     |
| Escolta                              | 13 | Bandera de México         | Nicole Quezada Olivas            |
| Ala-pívot                            | 14 | Bandera de México         | Daniela María Soto Gómez         |
| Pívot                                | 15 | Bandera de Estados Unidos | Selena Tatiana Philoxi           |
| Escolta                              | 21 | Bandera de Estados Unidos | Kala Green                       |
| Ala-pívot                            | 50 | Bandera de México         | Kimberly Michelle Taylor Aguilar |
| Base                                 | 88 | Bandera de Estados Unidos | Briahanna Marae Leigh Jackson    |
| Base                                 | 90 | Bandera de México         | Denisse Olace (J)                |
| Base                                 | 91 | Bandera de México         | Estefanía Amador (J)             |
| Base                                 | 92 | Bandera de México         | Natalia Espinoza (J)             |
| Ala-pívot                            | 99 | Bandera de México         | Montserrat Oñate Aguilar         |
| = Capitán                            |    |                           |                                  |

 =  Cuenta con nacionalidad mexicana. 